# Pavocosa feisica
Pavocosa feisica is een spinnensoort in de taxonomische indeling van de wolfspinnen (Lycosidae).
Het dier behoort tot het geslacht Pavocosa. De wetenschappelijke naam van de soort werd voor het eerst geldig gepubliceerd in 1915 door Embrik Strand.